# Crimson Moonlight
Crimson Moonlight é uma banda sueca de unblack metal (black metal cristão), formada em 1997. É tida como uma das principais bandas de seu seguimento musical.

## Formação
- Simon "Pilgrim" Rosen (vocal)
- Peter Stenmarker (guitarra, vocais)
- Per Sundberg (guitarra)
- Hubertus Liljegren (baixo, vocais)
- Gustave Elowson (bateria)

## Discografia
- The Glorification of the Master of Light (Demo) (1997)
- Glorification of the Master of Light (Ao Vivo) (1998)
- Eternal Emperor (EP) (1998)
- The Covenant Progress (2003)
- Songs From The Archives (Compilação) (2003)
- Veil Of Remembrance (2005)
- In Depths of Dreams Unconscious (EP) (2007)
- The Suffering (Single) (2014)
- Divine Darkness (2016)